# Федерация скалолазания России
Федерация скалолазания России (ФСР, до 2003 года — Федерация спортивного скалолазания России (ФСС)) — общероссийская общественная организация, в рамках своих полномочий осуществляющая деятельность по всестороннему развитию и популяризации этого вида спорта как в России, так и на международном уровне. ФСР имеет аккредитацию в Министерстве спорта РФ, является почётным (golden) членом Международной федерации спортивного скалолазания (IFSC), членом Международного союза альпинистских ассоциаций (UIAA), а также Олимпийского комитета России.

## История
Основана в 1992 году. Основными задачами организации, в соответствие с её Уставом, помимо перечисленных, являются, в частности, популяризация здорового образа жизни, развитие скалолазания как спорта высших достижений, организация и проведение спортивных мероприятий всех уровней, подготовка спортсменов в этом виде спорта на всех её этапах, оказание содействия организаторам физкультурных и спортивных мероприятий (всех уровней) в части касающейся, организация и проведение спортивных мероприятий, учебно-тренировочных сборов по подготовке сборных команд Российской Федерации к участию в международных соревнованиях по скалолазанию и организация их выступлений на соревнованиях всех уровней.
Также в задачи Федерации входят вопросы юридическо-правового характера, касающиеся разработки положений, календарей и регламентов соревнований, нормативов и требований Единой всероссийской спортивной классификации, предложений в Министерство спорта России по развитию скалолазания, по подготовке судейских и тренерских кадров, учебных программ и пр.
Структурными органами Федерации являются:
- Конференция (высший руководящий орган, созываемый не реже одного раза в два года);
- Совет Федерации (постоянно действующий руководящий орган Федерации в период между конференциями (созывается на очные заседания президентом не реже одного раза в год));
- Правление Федерации (оперативное решение текущих организационных вопросов Федерации в соответствии с решениями, принимаемыми конференцией и советом);
- Тренерский совет;
- Всероссийская коллегия спортивных судей (ВКСС);
- Комиссия спортсменов;
- Технические комиссии;
- Исполнительная дирекция;
- Контрольно-ревизионная комиссия;
- Попечительский совет;
- Дисциплинарная комиссия[2][5].

Федерация имеет более 50 региональных отделений, ведущими из которых являются федерации скалолазания Москвы, Санкт-Петербурга, Свердловской области, Красноярского края и др.
Первым председателем ФСС стал Александр Николаевич Хороших (1992—1994), которого сменил Виктор Мешков (1994—1999). С 1999 по 2006 год Федерацию возглавлял Александр Ефимович Пиратинский. С 2006 года Федерацию возглавляет Дмитрий Бычков, а его заместителем в декабре 2021 года стал Владимир Кадурин — бывший руководитель департамента физической культуры и спорта Воронежской области.
Под эгидой ФСР ежегодно проводятся чемпионаты России, Кубок России среди взрослых и юношей. Сборная России ежегодно участвует в международных соревнованиях, последнее из которых (Чемпионат мира) прошло в Москве в сентябре 2021 года.
Исполком МОК также предложил включить скалолазание в программу Олимпийских игр-2028 в Лос-Анджелесе.